# Paramæcium
Paramæcium (někdy uváděno i jako Paramaecium) byla australská křesťanská deathmetalová / doommetalová kapela založená roku 1991 v Melbourne ve státě Victoria. Její tvorba byla ve stylu raných My Dying Bride, těžké riffy, občasné užití flétny a houslí. Po vokální stránce hluboký deathový chrchlák v kontrastu s vysokým čistým sopránem.

## Historie
Vznik kapely Paramæcium se datuje k počátku roku 1991. Téhož roku doprovází na turné další australskou whitemetalovou kapelu Mortification.
V červenci 1991 skupina natočila svou jedinou demonahrávku Silent Carnage, která v undergroundu dobře rezonovala. Kapelu však v rozletu přibrzdily personální rošády. Jediný zbylý stálý člen Andrew Tompkins (baskytara, vokály) se dal dohromady s kytaristou Jasonem De Ronem a tato dvojice započala práce na dlouhohrající nahrávce. V únoru 1993 se k nim přidal bubeník Jayson Sherlock z Mortification (později zakladatel unblackmetalové kapely Horde). První studiové album Exhumed of the Earth bylo nahráno v dubnu 1993 v melbournském studiu Toybox za asistence zvukového inženýra Marka Tulka, produkci si dělala kapela sama.
Druhé album Within the Ancient Forest vyšlo v roce 1995. V roce 2006 se kapela přejmenovala na inExordium, pod tímto novým názvem vyšlo pouze jedno stejnojmenné LP inExordium. Do roku 2006 vyšlo pod názvem Paramæcium 1 demo, 4 studiová alba a 1 EP.

## Diskografie
Dema
- Silent Carnage (1991)

Studiová alba
- Exhumed of the Earth (1993)[1]
- Within the Ancient Forest (1995)
- A Time to Mourn (1999)
- Echoes from the Ground (2004)

EP
- Repentance (1997)

## Zajímavost
Druhá dlouhohrající nahrávka Within the Ancient Forest čerpá ze stejnojmenného fantasy románu, jehož autorem je zpěvák a baskytarista Andrew Tompkins.